# 광양 이씨
광양 이씨(光陽李氏)는 전라남도 광양시를 본관으로 하는 한국의 성씨이다.

## 역사
광양 이씨(光陽 李氏)의 시조 이무방(李茂芳, 1319년 ~ 1398년)은 고려 충목왕 때 과거에 급제하여 전교교감(典校校勘)에 오르고, 공민왕 초년에 외직으로 나가 순창군(淳昌郡)을 다스렸다. 그 뒤 민부상서(民部尙書)·대사헌을 거쳐 추충좌명공신(推忠佐命功臣)의 호를 받았고, 이어 밀직학사(密直學士)로 승진하였다. 창왕이 즉위한 뒤 검교문하시중(檢校門下侍中)에 올랐고, 공양왕 때는 추충여절찬화공신(推忠礪節贊化功臣)이 되었다. 조선이 건국된 뒤 광양부원군(光陽府院君)에 봉해졌다. 시호는 문간(文簡)이다.

## 본관
광양(光陽)은 전라남도 광양시의 지명이다. 고대 마한에 속했으며, 346년(백제 근초고왕) 마로현(馬老縣)이라 불렸다. 신라가 통일한 뒤 757년(신라 경덕왕 16)에 희양현(晞陽縣)으로 개칭하였다. 940년(고려 태조 23)에는 광양현(光陽縣)으로 고치고 승평군(昇平郡)의 관할로 두었다. 983년(성종 2) 승주목(昇州牧)의 영현이 되었다가 995년 해양도(海陽道)가 편제되어 승주(昇州) 소속이 되었고, 1108년(예종 3)에 감무(監務)가 파견되었다. 1413년(태종 13)에 광양현이 되었고, 1895년(고종 32) 광양군이 되었고, 1989년 광양출장소가 동광양시로 분리 승격되었고, 1995년 광양군과 동광양시가 통합하여 광양시가 되었다.